# 劳·凯利
罗伯特·西尔维斯特·凯利（英語：Robert Sylvester Kelly，1967年1月8日—），艺名R·凯利（R. Kelly），是美国節奏藍調男歌手、作曲人、唱片制作人。1992年因「Public Announcement」组合出名，次年发布了个人专辑《12 Play》。
勞·凱利發行過18張錄音室專輯，其中包括《I Believe I Can Fly》、《Ignition (Remix)》等多首熱門單曲。1998年，他以《I Believe I Can Fly》贏得了三項格萊美獎。
除了自己的唱片，凯利爲其他多位歌手創作和製作歌曲，包括Aaliyah、Michael Jackson、Whitney Houston、Mariah Carey、Celine Dion、Toni Braxton、Mary J. Blige及路德·范德魯斯等多位明星。其中，他憑藉為Michael Jackson譜寫製作的單曲《You Are Not Alone》最為人知，並於1996年首度提名格萊美獎。
凱利在全球售出一共超過7500萬張專輯和單曲，使他成爲有史以來最暢銷的藝人之一，也是20世紀90年代最成功的R&B男藝人。美國唱片業協會（RIAA）認證凱利是美國最暢銷的音樂藝術家之一，共銷售4000萬張以上的專輯。凱利在2011年也被《告示牌》評爲過去25年來最成功的R&B藝術家。

## 犯罪事件
勞·凱利長期以來一直是對未成年性犯罪的指控對象。2002年，一卷包含疑似是他的男子在和未成年女子发生性行为的录像带曝光，凯利因此被指控犯有儿童色情罪。但在2008年陪审团宣布，凯利的14项罪名均不成立。
直至2019年，一部名為《R·凯利幸存者》的紀錄片，訪問多名受害女性，她們指控勞凱利涉嫌監禁、吸毒和性侵，導致司法部門重新開始調查，並多次定罪而將凱利逮捕。2021年9月27日，紐約法院陪審團認定勞凱利被控1項敲詐勒索罪、8項與禁止以賣淫等非法目的跨州販運人口的罪名全數有罪，法院排定2022年5月4日宣判刑期；另外，在芝加哥也對他提起聯邦訴訟，伊利諾州和明尼蘇達州也對他提起州立訴訟，全都是性侵相關罪名。2022年6月29日，纽约东区联邦地区法院判处他30年监禁。凱利亦於2023年2月23日在芝加哥聯邦法院被判刑。法官Harry Leinenweber判處凱利20年徒刑：其中19年與紐約的30年徒刑同時執行，1年單獨執行，實際上使他的刑期達到31年。

## 个人专辑
- 12 Play (1993)
- R. Kelly (1995)
- R. (1998)
- TP-2.com (2000)
- Chocolate Factory (2003)
- Happy People/U Saved Me (2004)
- TP.3 Reloaded (2005)
- Double Up (2007)
- Untitled (2009)
- Love Letter (2010)
- Write Me Back (2012)
- Black Panties (2013)
- The Buffet (2015)
- 12 Nights of Christmas (2016)